# АЭС Штендаль
АЭС Штендаль — недостроенная атомная электростанция в Восточной Германии в 100 км западнее Берлина, строившаяся по советскому проекту на основе реакторов ВВЭР-1000/320. Строительство станции было прекращено в 1991 году, когда правительство Германии приняло решение о сокращении атомной энергетики (после 1991 года в Германии не было введено ни одного нового энергоблока атомных электростанций). В настоящее время заканчивается демонтаж реакторных отделений станции, на части территории ныне действует целлюлозно-бумажная фабрика Zellstoff Stendal GmbH. Это один из редких примеров перепрофилирования недостроенных АЭС.

## История строительства

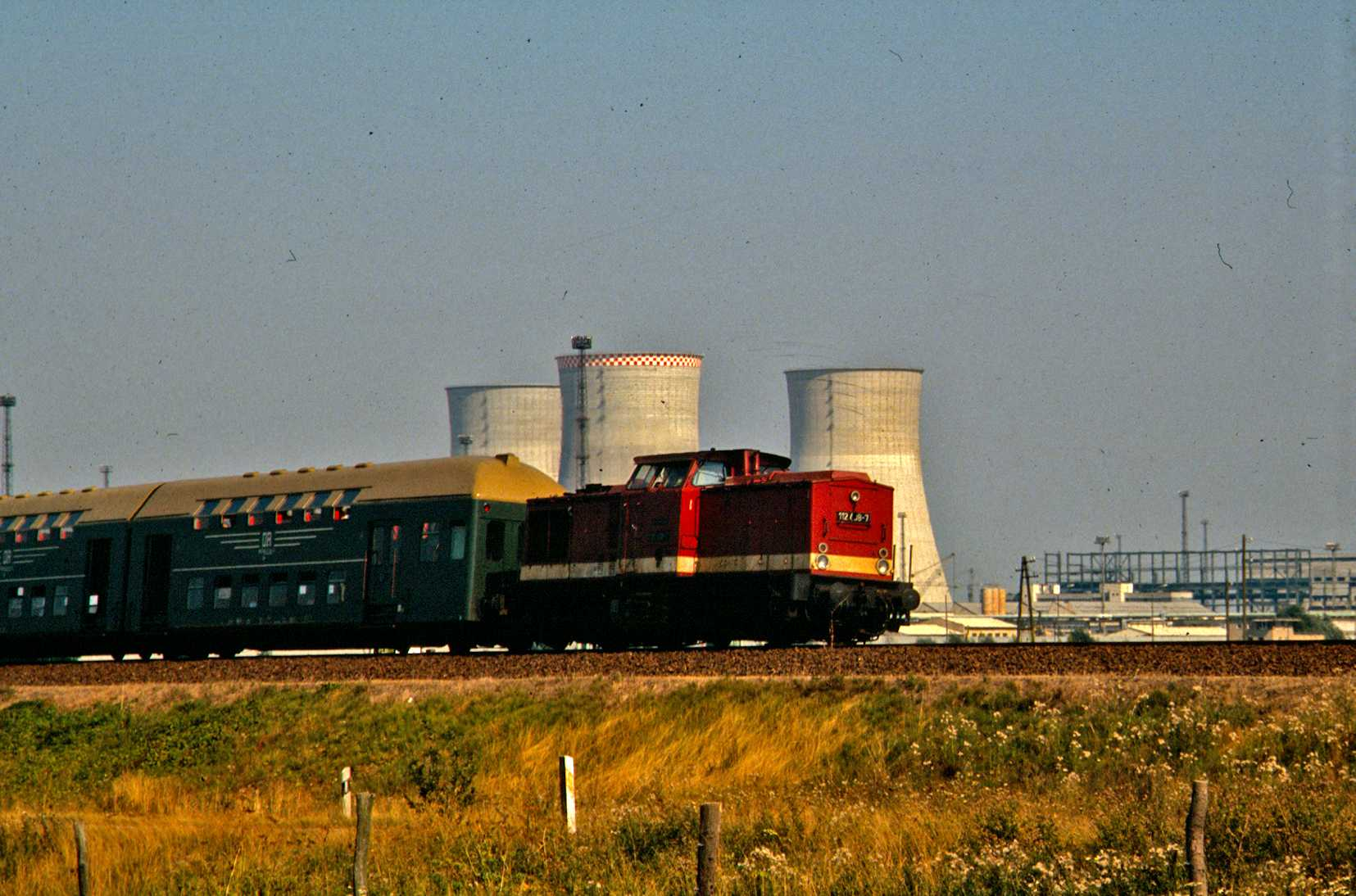
Пригородный поезд на фоне строящейся станции, 1991 год

АЭС Штендаль должна была стать крупнейшей восточногерманской электростанцией мощностью 4000 МВт (после полного запуска она бы стала не только самой мощной в ГДР, но и во всей Германии). Территориально станция находилась в центре ГДР и должна была обеспечивать энергией промышленных потребителей городов Магдебург и Потсдам.
В 1974 году восточногерманским правительством предварительно планировалось возвести на данной площадке АЭС с тремя 1300-мегаваттными реакторами типа PWR фирмы Kraftwerk Union (KWU), аналогичных использующемуся на энергоблоке «B» АЭС Библис, однако в сентябре 1979 года было заключено соглашение с СССР о возведении АЭС с четырьмя энергоблоками по 1000 МВт с реакторами ВВЭР-1000/320. Вскоре были начаты строительные работы.
К возведению первого энергоблока приступили 1 декабря 1982 года, второго — 1 декабря 1984-го. Под третий и четвёртый энергоблоки были зарезервированы площадки, однако к их возведению не приступали. По плану энергоблок №1 должен был быть подключен к сети к декабрю 1991 года, блок №2 — к июню 1993 года, блок №3 к декабрю 1996 года, и блок №4 после 1996 года.
АЭС Штендаль, несмотря на то, что возводилась по унифицированному проекту четырехблочной АЭС с применением типовых реакторов так называемой «большой серии» — ВВЭР-1000/320, во многом отличалась от строившихся тогда же советских станций-близнецов (Балаковская, Башкирская, Крымская, Ростовская, Татарская, Хмельницкая АЭС). Совместно с немецкими специалистами были произведены существенные доработки проекта, в частности в конструкцию реакторного отделения была добавлена дополнительная гермооболочка помещения реактора. Тем не менее, после объединения Германии, станция была признана не соответствующей требованиям безопасности, также было заявлено, что она имела завышенную строительную стоимость в сравнении с западногерманскими аналогами. Возведение станции было остановлено 1 марта 1991 года.

## События после остановки строительных работ
На момент остановки работ готовность первого энергоблока оценивалась в 85%, готовность второго — 15%.
Три возведённые 150-метровые башни-градирни были снесены при помощи взрывчатки в 1994 и 1999 годах.

## Информация о энергоблоках
| Энергоблок | Тип реакторов | Мощность | Мощность | Начало строительства | Подключение к сети  | Коммерческий пуск | Строительство остановлено |
| Энергоблок | Тип реакторов | Чистый   | Брутто   | Начало строительства | Подключение к сети  | Коммерческий пуск | Строительство остановлено |
| ---------- | ------------- | -------- | -------- | -------------------- | ------------------- | ----------------- | ------------------------- |
| Stendal-1  | ВВЭР-1000/320 | 900 МВт  | 970 МВт  | 01.12.1982           | декабрь 1991 (план) | -                 | 01.03.1991                |
| Stendal-2  | ВВЭР-1000/320 | 900 МВт  | 970 МВт  | 01.12.1984           | июнь 1993 (план)    | -                 | 01.03.1991                |
| Stendal-3  | ВВЭР-1000/320 | 950 МВт  | 1000 МВт | -                    | декабрь 1996 (план) | -                 | 01.03.1991                |
| Stendal-4  | ВВЭР-1000/320 | 950 МВт  | 1000 МВт | -                    | июнь 1997 (план)    | -                 | 01.03.1991                |